# Typosyllis ehlersoides
Typosyllis ehlersoides är en ringmaskart. Typosyllis ehlersoides ingår i släktet Typosyllis och familjen Syllidae. Inga underarter finns listade i Catalogue of Life.